# Géza Horváth
Géza Horváth (ur. 23 listopada 1847 w Csécsu, zm. 8 września 1937 w Budapeszcie) – węgierski entomolog, specjalizujący się w hemipterologii i entomologii stosowanej.

## Życiorys
Géza Horváth urodził się 23 listopada 1847 w ówczesnym Csécsu, a obecnych Čečejovcach. Uczęszczał do szkoły w Koszycach. Już w tych latach miał okazję prowadzić odłowy owadów z entomologiem Ludwigiem Heinrichem Jeittelsem. Studiował na Uniwersytecie Wiedeńskim. W 1872 roku uzyskał tam stopień doktora nauk medycznych. W 1873 i 1874 roku pracował tymczasowo jako asystent w Węgierskim Muzeum Narodowym. Od 1875 roku odbywał praktyki medyczne w Forró. W 1878 roku został lekarzem rejonowym w Varannó. W 1880 roku węgierskie Ministerstwo Rolnictwa zleciło mu ustanowienie stacji badawczej celem walki z gradacją filoksery winiec. Po zwalczeniu plagi tego szkodnika stacja przemianowana została z Országos Phylloxera Állomás na Magyar Királyi Állami Rovartani Állomás, a Horváth, pozostając jej kierownikiem, kontynuował w niej badania na innymi pluskwiakami fitofagicznymi. Od 1986 do 1923 roku Géza był kierownikiem wydziału zoologicznego Węgierskiego Muzeum Narodowego.

## Praca naukowa
Horváth jest autorem 467 publikacji naukowych. Specjalizował się w taksonomii i faunistyce pluskwiaków. Zajmował się pluskwiakami różnoskrzydłymi, piewikami, mszycami, koliszkami i czerwcami. Jego prace dotyczyły głównie fauny Palearktyki, a zwłaszcza Węgier i Bałkanów. Opublikował m.in. katalog węgierskich pluskwiaków, opisy 33 nowych gatunków środkwoeuropejskich piewików czy opisy dwóch nowych gatunków czerwców. Odbywał liczne wyprawy entomologiczne, w tym do Kaukazu. Był redaktorem naczelnym czterech części „General Catalogue of Hemiptera”. Jako osoba zainteresowana entomologią stosowaną badał także drapieżniki pluskwiaków i rozważał zastosowanie ich w kontroli biologicznej ich populacji.
Od 1877 roku Horváth był członkiem Węgierskiej Akademii Nauk. W 1884 roku założył entomologiczne czasopismo naukowe Rovartani Lapok. W 1989 roku na spotkaniu Sekcji Zoologicznej Węgierskiego Królewskiego Towarzystwa Historii Naturalnej jako pierwszy zaproponował spisanie całej fauny węgierskiej; trudności związane z kompilacją tomu o stawonogach położyły podwaliny pod powstanie Budapesti Entomologusok Asztaltársasága. W 1927 roku Horváth został prezydentem X Międzynarodowej Konferencji Zoologicznej, która odbyła się w Budapeszcie.